# The Song Remains the Same (album)
The Song Remains the Same je osmé album (soundtrack ze stejnojmenného filmu The Song Remains The Same) anglické hard rockové, skupiny Led Zeppelin vydané v roce 1976 jako dvojalbum a jako remasterovaná reedice v roce 2007 jako 2 CD.

## Přehled
Záznam alba a filmu se uskutečnil během tří koncertů v Madison Square Garden v New Yorku, v průběhu severoamerického koncertního turné v roce 1973. Všechny záznamy pořídil Eddie Kramer za pomocí mobilního studia Wally Heidera a později snímky mixoval v Electric Lady Studios v New Yorku a Trident Studios v Londýně.
Album bylo vydáno 28. září 1976 společností Swan Song Records. Obal alba zobrazoval polorozpadlou budovu kina v Old Street film studios v Londýně, kterou skupina používala na zkoušky před jejich severoamerickým turné.
Dokud nebyly album a film remasterovány v roce 2007, byly mezi nimi rozdíly v tom jaké skladby obsahovaly. Rozdíly byly následující:
- Film obsahoval skladbu "Black Dog", ale nebyla tam skladba "Celebration Day".
- Soundtrack album obsahovalo "Celebration Day", ale skladba "Black Dog" naopak chyběla.
- Film též obsahoval skladby "Since I've Been Loving You", úvodní "Heartbreaker", instrumentálku "Bron-Yr-Aur" (která se objevila na albu Physical Graffiti) a „dupárnu“ "Autumn Lake", ale žádná z nich nebyla na původním albu.

## Reedice 2007
Album The Song Remains The Same bylo znovu vydáno jako 2 CD 20. listopadu 2007 a zbylí členové skupiny dohlíželi na remixing a remastering originálního vydání. To vyšlo současně s filmem vydaným na DVD. Nová verze soundtrack alba obsahovala navíc šest skladeb, které na původním vydání nebyly: "Black Dog", "Over the Hills and Far Away", "Misty Mountain Hop", "Since I've Been Loving You", "The Ocean" a "Heartbreaker".
Reedice z roku 2007 na CD i DVD byla synchronizována tak, že všechny skladby hrané na koncertu jsou k dispozici na obou médiích a mixovány stejným způsobem.

## Seznam stop

### Původní vydání

#### Strana 1
1. "Rock and Roll" (John Bonham, John Paul Jones, Jimmy Page, Robert Plant) – 4:03
2. "Celebration Day" (Jones, Page, Plant) – 3:49
3. "The Song Remains the Same" (Page, Plant) – 6:00
4. "Rain Song" (Page, Plant) – 8:25

#### Strana 2
1. "Dazed and Confused" (Page) – 26:53

#### Strana 3
1. "No Quarter" (Jones, Page, Plant) – 12:30
2. "Stairway to Heaven" (Page, Plant) – 10:58

#### Strana 4
1. "Moby Dick" (Bonham, Jones, Page) – 12:47
2. "Whole Lotta Love" (Bonham, Willie Dixon, Jones, Page, Plant) – 14:25

### Reedice 2007

#### Disk 1
1. "Rock and Roll" – 3:56
2. "Celebration Day" – 3:37
3. "Black Dog" (společně s úvodním "Bring It On Home") – 3:46*
4. "Over the Hills and Far Away" – 6:11*
5. "Misty Mountain Hop" – 4:43*
6. "Since I've Been Loving You" – 8:23*
7. "No Quarter" – 10:38
8. "The Song Remains the Same" – 5:39
9. "Rain Song" – 8:20
10. "The Ocean" – 5:13*

#### Disk 2
1. "Dazed and Confused" – 29:18
2. "Stairway to Heaven" – 10:52
3. "Moby Dick" – 11:02
4. "Heartbreaker" – 6:19*
5. "Whole Lotta Love" – 13:51

(* Nebylo na původním vydání)

## Obsazení
- Jimmy Page – elektrické kytary, doprovodný zpěv, producent
- Robert Plant – zpěv
- John Paul Jones – basová kytara, klávesy, mellotron
- John Bonham – bicí, perkusy